# Houville-en-Vexin
Houville-en-Vexin è un comune francese di 207 abitanti situato nel dipartimento dell'Eure nella regione della Normandia.

## Società

### Evoluzione demografica
Abitanti censiti